# Lliga catalana de bàsquet femenina 2011-2012
La XXIII Lliga Nacional Catalana Femenina Trofeu San Miguel 0,0% 2011 fou la vint-i-tresena edició de la Lliga catalana de bàsquet. La competició es celebra el 12 d'octubre de 2011 al Pavelló Municipal Girona-Fontajau. Fou organitzada per la Federació Catalana de Basquetbol i retransmès en directe pel canal Esport3. Hi participaren el Girona FC, vigent campió, i el Cadí La Seu d'Urgell, que disputaren la segona final de forma consecutiva. Es proclamà campió el club gironí per 66 a 59, que sumà el seu segon títol consecutiu. La final fou retrasmesa en directe pel canal Esport3.

## Final
| En negreta = Equip guanyador Pts = Punts Rebs = Rebots Assis = Assistències Val = Valoració Nota: Noms dels equips segons l'època |

| 12 d'octubre de 2011 12:30 Acta | Girona FC                                                       | 66–59 | Cadí la Seu Urgell                                            | Pavelló Municipal Girona-Fontajau Assistència: 1.500 espectadors |
| 12 d'octubre de 2011 12:30 Acta | Resultats per quarts: 18-10, 17-15, 19-18, 12-16                |       |                                                               | Pavelló Municipal Girona-Fontajau Assistència: 1.500 espectadors |
| 12 d'octubre de 2011 12:30 Acta | Pts: Morris 17 Rebs: Vega 15 Assist: Jordana 4 Val: Thorburn 18 |       | Pts: Ross 18 Rebs: Ross, Nwagbo 4 Assist: Ross 3 Val: Ross 24 | Pavelló Municipal Girona-Fontajau Assistència: 1.500 espectadors |

| Girona FC | Cadí la Seu Urgell |

| #          | Jugadora          | Pts | Rbs. | Ass. | Val. |
| ---------- | ----------------- | --- | ---- | ---- | ---- |
| 4          | Marta Claret      | N/D | N/D  | N/D  | N/D  |
| 5          | Jene Morris       | 17  | 2    | 0    | 10   |
| 6          | Toch Sarr         | 0   | 6    | 1    | 4    |
| 7          | Anna Carbó        | 14  | 2    | 1    | 14   |
| 8          | Angelica Robinson | 6   | 10   | 1    | 13   |
| 9          | Noemí Jordana     | 2   | 1    | 4    | -5   |
| 10         | Shona Thorburn    | 15  | 4    | 2    | 18   |
| 12         | Eva Bou           | 2   | 0    | 0    | 1    |
| 13         | Georgina Bahí     | 3   | 1    | 0    | 2    |
| 14         | Olga Ruano        | N/D | N/D  | N/D  | N/D  |
| 15         | Gisela Vega       | 7   | 15   | 0    | 17   |
| 16         | Carla Jou         | N/D | N/D  | N/D  | N/D  |
| Equip      | Equip             | 0   | 0    | 0    | -1   |
| Total      | Total             | 66  | 41   | 9    | 73   |
| Entrenador |                   |     |      |      |      |
| Anna Caula |                   |     |      |      |      |

| Campió de la Lliga Catalana 2011-2012 |
| ------------------------------------- |
| Girona FC Segon títol                 |

| #          | Jugadora          | Pts | Rbs. | Ass. | Val. |
| ---------- | ----------------- | --- | ---- | ---- | ---- |
| 4          | Margaret de Ciman | 2   | 2    | 0    | 0    |
| 5          | Chineze Nwagbo    | 9   | 4    | 0    | 10   |
| 6          | Mandisa Stevenson | 13  | 2    | 0    | 4    |
| 7          | Adrianne Ross     | 18  | 4    | 3    | 24   |
| 8          | Blanca Garcia     | 0   | 0    | 0    | 1    |
| 9          | Kristine Karklina | 6   | 1    | 1    | -2   |
| 10         | Cristina Garcia   | 2   | 2    | 0    | 0    |
| 11         | Nerea Méndez      | N/D | N/D  | N/D  | N/D  |
| 12         | Tania Pérez       | 3   | 2    | 0    | -2   |
| 13         | Tina Sten         | 4   | 0    | 0    | -1   |
| 14         | Tereza Brantlova  | 2   | 0    | 0    | -1   |
| 15         | Claudia Baraut    | N/D | N/D  | N/D  | N/D  |
| Equip      | Equip             | 0   | 1    | 0    | -2   |
| Total      | Total             | 59  | 18   | 4    | 31   |
| Entrenador |                   |     |      |      |      |
| Andreu Bou |                   |     |      |      |      |